# Luperina obsoleta
Luperina obsoleta är en fjärilsart som beskrevs av W. Warren 1911. Luperina obsoleta ingår i släktet Luperina och familjen nattflyn. Inga underarter finns listade i Catalogue of Life.